# 根纳季·戈洛夫金
根纳季·根纳季耶维奇·戈洛夫金（羅馬化：Gennadiy Gennad'yevich Golovkin；1982年4月8日—），哈萨克斯坦职业拳击运动员，他目前同时拥有世界拳击组织（WBA）、世界拳击理事会（WBC）、国际拳击联合会（IBF）与国际拳击组织（IBO）的中量级世界拳王金腰带。
戈洛夫金出生于哈萨克斯坦卡拉干达，其父亲为俄罗斯族，母亲则是朝鲜族。在其业余拳击生涯中，他曾夺得过2003年世界拳击锦标赛中量级金牌、2004年奥运会中量级银牌。
戈洛夫金于2006年步入职业拳坛。2010年8月，他夺得了首个世界拳王头衔——WBA中量级临时拳王。同年底，晋升为WBA常规拳王。2011年，成为IBO中量级拳王。2014年，他先后夺得WBA超级拳王与WBC临时拳王金腰带。2015年，他在战胜大卫·列米欧后，又将IBF中量级金腰带收入囊中。2016年，卡内洛·阿尔瓦雷斯放弃其WBC头衔后，戈洛夫金晋升为WBC中量级拳王，并由此同时拥有四大拳击组织中量级拳王头衔中的三个。